# Comic Takaoka
Pour les articles homonymes, voir Takaoka.
Comic Takaoka (コミック高岡, Komikku Takaoka) était une librairie spécialisée dans la vente de manga et de comics située dans le quartier de Kanda-Jinbōchō à Tokyo.
Cette boutique ouvrit en 1880 en tant que librairie généraliste sous le nom Takaoka Shoten. Le magasin changea de nom en 1979 lorsqu'elle se spécialisa uniquement dans la vente de mangas.
La librairie Comic Takaoka est réputée pour être la première boutique spécialisée dans la vente de mangas au Japon. Avant sa fermeture définitive en mars 2019, ce fut la plus ancienne boutique spécialisé uniquement dans la vente de mangas au Japon.

## Historique
Le magasin a ouvert en 1880 sous le nom de Takaoka Shoten, où il fonctionnait comme une librairie générale d'occasion.  Le magasin a été fondé par Yasutarou Takaoka et Torajiro Takaoka, deux frères qui ont déménagé à Tokyo depuis la préfecture de Gifu; les frères sont ensuite entrés dans l'industrie de l'édition, où ils se sont concentrés sur la publication d'ouvrages de référence du mathématicien Taketaro Akiyama (ja) et du scientifique Ayao Kuwaki (ja) .  Le magasin a fermé pendant la Seconde Guerre mondiale avant de rouvrir en tant que société par actions en 1948, et après avoir commencé à vendre exclusivement des mangas en 1979.
En s'établissant sous le nom de Comic Takaoka, le magasin est devenu l'une des premières librairies spécialisées de mangas au Japon.  Comic Takaoka a développé une réputation de "l'un des magasins de mangas les plus emblématiques de Tokyo"  pour sa vente d'une large gamme de mangas, allant des œuvres des grands éditeurs  aux ouvrages de niche.
Le magasin était l'un des rares magasins axés sur les mangas à Jinbōchō, un quartier de Tokyo connu pour ses nombreuses librairies d'occasion, où il se distinguait par sa façade jaune vif.  À son apogée au milieu des années 1980, Comic Takaoka a déclaré vendre 1 700 livres par jour.
En février 2019, Comic Takaoka a annoncé qu'il fermerait le 31 mars 2019.  La crise du marché du livre, la prolifération des livres électroniques et la hausse du coût du loyer à Jinbōchō ont été cités comme causes de la fermeture.
Cette même année, le British Museum a inclus une recréation virtuelle de Comic Takaoka dans son exposition «Manga: The Citi Exhibition» sur l'histoire du manga.